# Friedhofskreuz (Limetz-Villez)

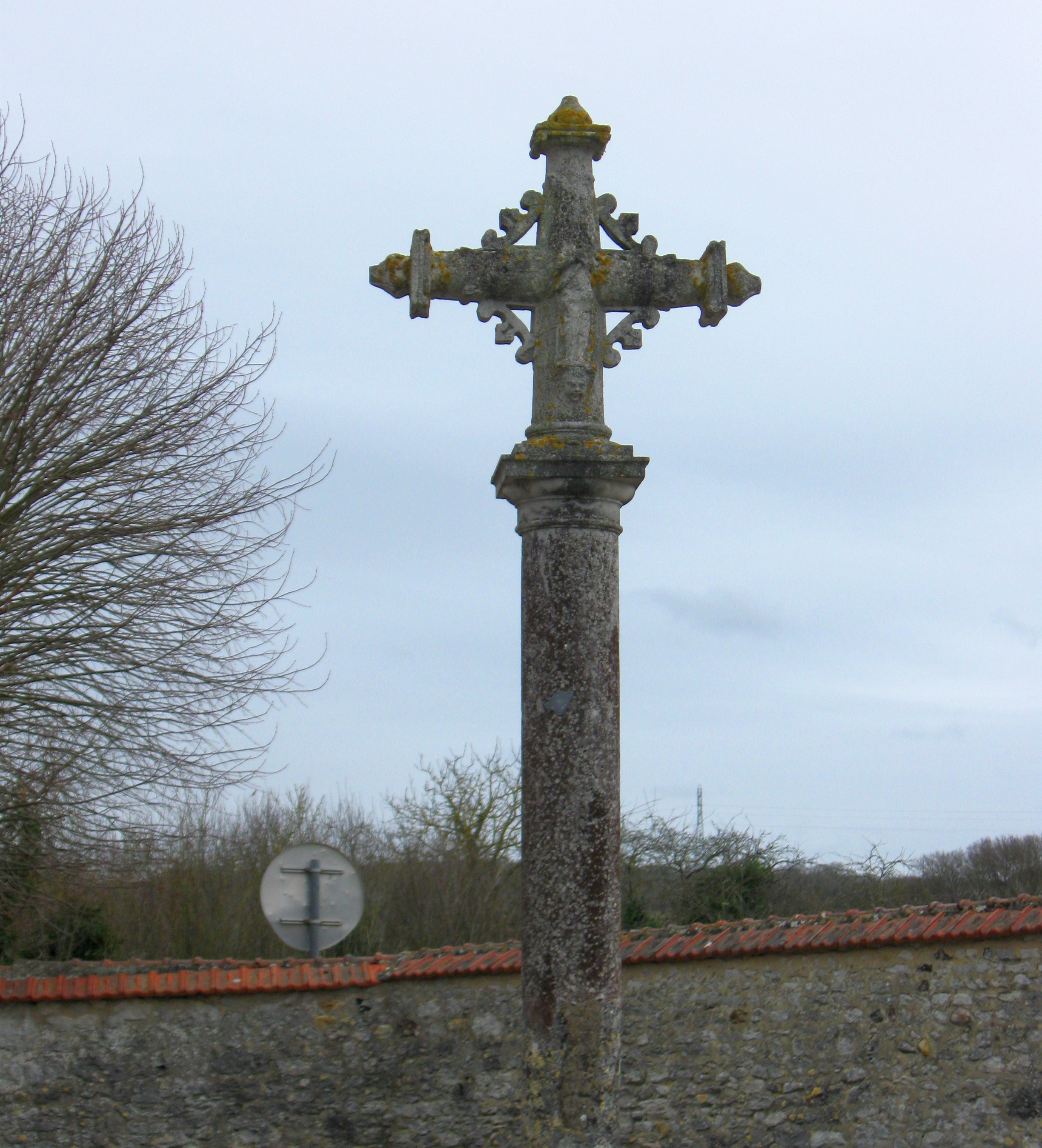
Friedhofskreuz in Limetz-Villez

Das Friedhofskreuz in Limetz-Villez, einer französischen Gemeinde im Département Yvelines der Region Île-de-France, wurde Ende des 16. Jahrhunderts geschaffen. Das Friedhofskreuz ist seit 1966 als Monument historique geschützt.
Auf einem rechteckigen Steinsockel steht eine hohe Säule mit Kapitell, die ein Griechisches Kreuz trägt. Auf der einen Seite des Kreuzes ist Maria mit dem Jesuskind und auf der anderen Seite ein Engelskopf dargestellt.